# Miguel Chaiwa
Miguel Chaiwa, né le 7 juin 2004 à Luanshya en Zambie, est un footballeur international zambien. Il évolue au poste de milieu défensif au Hibernian FC.

## Biographie

### En club
Né à Luanshya en Zambie, Miguel Chaiwa est formé par le club local du Shamuel FC.
Le 14 juin 2022, Chaiwa rejoint la Suisse afin de s'engager en faveur des Young Boys de Berne, où il signe un contrat de quatre ans,. Chaiwa joue son premier match le 21 juillet 2022, lors d'une rencontre qualificative pour la Ligue Europa Conférence 2022-2023 face au FK Liepāja. Il entre en jeu et son équipe s'impose par un but à zéro. Le jeune milieu de terrain zambien inscrit son premier but pour les Youngs Boys le 21 août 2022, à l'occasion d'une rencontre de coupe de Suisse contre le FC Schoenberg. Il est titularisé et participe donc à la large victoire de son équipe par dix buts à un,.
Chaiwa remporte son premier titre en étant sacré champion de Suisse lors de cette saison 2022-2023. Il s'agit du seizième titre de l'histoire du club dans cette compétition,.
Le 14 février 2024, Miguel Chaiwa rejoint le FC Schaffhouse sous la forme d'un prêt jusqu'à la fin de la saison,.
Miguel Chaiwa quitte définitivement les Young Boys le 8 août 2025, afin de signer en faveur du club écossais du Hibernian FC pour un contrat de trois ans, soit jusqu'en juin 2028, avec une saison supplémentaire en option.

### En sélection
Miguel Chaiwa honore sa première sélection avec l'équipe nationale de Zambie le 18 mars 2022, lors d'une rencontre face à l'Irak. Il est titularisé lors de cette rencontre perdue par les siens (3-1 score final),.

## Palmarès

### En club
BSC Young Boys (3)
- Champion de Suisse
  - 2022-2023 et 2023-2024
- Coupe de Suisse
  - 2022-2023